# Peter och Kajan på långresa
Peter och Kajan på långresa är en barn- och ungdomsbok av Gunnar Fischer, publicerad 1946, 1949 och 1961. Boken räknas till en av de bästa barnböckerna under åren 1944–1964 enligt Anita Lidén.